# Viên Chiếu
Viên Chiếu (ur. 999, zm. 1090) – wietnamski mistrz thiền ze szkoły vô ngôn thông.

## Życiorys
Pochodził Phúc Đường w prefekturze Long Đàm. Jego rodzinne nazwisko to Mai, a imię Trực. Był synem starszego brata cesarzowej Lẏ Linh Cảm. Jako dziecko był bardzo inteligentny i lubił się uczyć.
Kiedyś usłyszał, że w świątyni Mật Nghiêm pojawił się starszy biegły w fizjonomii. Viên Chiếu udał się do niego, gdyż szukał porady. Starszy biegły przyglądał mu się dokładnie i powiedział: "Masz karmiczne związki z Dharmą Buddy. Jeśli opuścisz dom aby zostać mnichem, będzie pewne, ze staniesz się wielkim bodhisattwą wśród ludzi. Jeśli nie, to trudno mieć gwarancję, jak długo będziesz żył." Viên Chiếu pożegnał swoich rodziców i przyjął ordynację mnisią od mistrza Địnha Hươnga na górze Ba Tiêu. Viên Chiếu usługiwał mistrzowi przez wiele lat i studiował thiền. Zawsze recytował Sutrę doskonałego oświecenia i był biegłym w trzech sposobach kontemplacjii.
Pewnej nocy, gdy Viên Chiếu był w głębokiej koncentracji, zobaczył jak bodhisattwa Mańdziuśri otworzył nożem jego brzuch i wymył jego wnętrzności, a następnie zaaplikował lekarstwo na ranę. Praktykował dalej wchodząc w głębokie samadhi, czego skutkiem był wyjątkowa zdolność do słownego wyjaśniania Dharmy.
W jakiś czas potem odszedł od swojego nauczyciela i założył swój klasztor Cát Tường w stolicy Thăng Long. Miał wielu uczniów.
Pewnego razu mnich spytał Viêna Chiếu: "Co znaczy 'Budda' i 'Mędrzec'?"
Viên Chiếu powiedział: "Na jesiennym festiwalu, chryzantemy rozkwitają pod ogrodzeniem. W czystym powietrzu wiosny wilgi śpiewają w gałęziach."
Mnich kontynuował: Dziękuję [za twoją odpowiedź], ale nie rozumiem. Poinstruuj mnie jeszcze."
Viên Chiếu powiedział: "W dzień świeci słońce, nocą księżyc jest jasny."
Mnich spytał: "Już uchwyciłem twoje prawdziwe przesłanie, ale jak działa mistyczna umysłowość?"
Viên Chiếu powiedział: "Jeśli niesiesz pełną miskę wody nie będąc uważnym i poślizgniesz się, to co z tego, że ci jest przykro?"
Mnich kontynuował: "Dziękuje za nauki, nauczycielu."
Viên Chiếu powiedział: "Nie wskakuj do rzeki i nie toń. Przyszedłeś osobiście ale topisz sam siebie."
Mnich spytał: "Skąd przychodzą wszystkie odczuwające istoty i dokąd idą po śmierci?"
Viên Chiếu powiedział: "Ślepy żółw przewierca skałę, kulawy żółw wchodzi na wysoką górę."
Viên Chiếu napisał pracę Dược Sư Thập Nhị Nguyện Văn (Dwanaście Ślubowań Króla Medycyny) i przedstawił ją na dworze cesarskim. Cesarz Lý Nhân Tông podarował kopię tego tekstu posłowi Songów, który przesłał go cesarzowi chińskiemu Zhezongowi (pan. 1086–1100). Cesarz przekazał tę pracę mistrzowi z klasztoru Xiangguo, który ocenił ją bardzo wysoko. Cesarz kazał wykonać kopię tego dzieła i zwrócił cesarzowi wietnamskiemu oryginał.
W dziewiątym miesiącu szóstego roku, canh ngọ, okresu Quảng Hựu, czyli w roku 1090, mistrz bez oznak choroby poinstruował uczniów po raz ostatni mówiąc: "Kości, stawy, mięśnie, żyły w tym moim ciele są kombinacją czterech elementów - wszystkie są nietrwałe. Są jak dom, który za chwilę się zawali, gdy wszystkie belki spadną. Żegnam was wszystkich. Teraz posłuchajcie mojego wiersza:
| To ciało jest jak ściana - kruszy się na ziemię, Wszyscy światowi ludzie są podekscytowani - nikt nie jest zmartwiony. Jeśli pojmiesz, że umysł jest pusty i bezkształtny, Wtedy pozwalasz na formę i pustkę, Ukryte i przejawione, postępuj za nimi kolejno. |

Kiedy tylko skończył recytację, zmarł siedząc wyprostowany. Miał dziewięćdziesiąt dwa lata i był mnichem od pięćdziesięciu sześciu lat.

## Spuścizna literacka
- Dược Sư Thập Nhị Nguyện Văn (Dwanaście Ślubowań Króla Medycyny)
- Tán Viên Giác Kinh (Pochwała 'Sutry doskonałego oświecenia' )
- Thập Nhị Bồ Tát Hạnh Tu Chứng Đạo Tràng (Oświecenie urzeczywistnione przez dwanaście praktyk bodhisattwy)
- Tham Đồ Hiển Quyết (Ujawnienie decydującej tajemnicy studentom)

Niestety żadna z jego prac nie przetrwała do dziś.

## Linia przekazu Dharmy zen
Pierwsza liczba oznacza liczbę pokoleń mistrzów od 1 Patriarchy indyjskiego Mahakaśjapy.
Druga liczba oznacza liczbę pokoleń od 28/1 Bodhidharmy, 28 Patriarchy Indii i 1 Patriarchy Chin.
Trzecia liczba oznacza początek nowej linii przekazu w danym kraju.
- 33/6. Huineng (638-713)
  - 34/7. Nanyue Huairang (677-744) szkoła hongzhou
    - 35/8. Mazu Daoyi (707-788)

  - 36/9. Baizhang Huaihai (720-814)
    - 37/10/1. Vô Ngôn Thông (759-826) Wietnam - szkoła vô ngôn thông
      - 38/11/2. Cảm Thành (zm. 860)
        - 39/12/3. Thiện Hội (zm. 900)
          - 40/13/4. Vân Phong (zm. 956)
            - 41/14/5. Khuông Việt (933-1011)
              - 42/15/6. Đa Bảo (zm. po 1028)
                - 43/16/7. Định Hương (zm. 1051)
                  - 44/17/8. Viên Chiếu (999-1090)
                    - 45/18/9. Thông Biện (zm. 1134)
                      - 46/19/10. Biện Tâi (bd)
                      - 46/19/10. Đạo Huệ (zm. 1173)
                        - 47/20/11. Tịnh Lực (1112–1175)
                        - 47/20/11. Trí Bảo (zm. 1190)
                        - 47/20/11. Trường Nguyên (1110–1165)
                        - 47/20/11. Minh Trí (zm. 1196)
                          - 48/21/12. Quảng Nghiêm (1122–1190
                            - 49/22/13. Thường Chiếu (zm. 1203)
                              - 50/23/14. Thông Thiền (zm. 1228) laik
                                - 51/24/15. Tức Lự (bd)
                                  - 52/25/16. Ứng Vương (bd) laik

                              - 50/23/14. Thần Nghi (zm. 1216)
                                - 51/24/15.. Ẩn Không (bd)

                        - 47/20/11. Tín Học (zm. 1190)
                        - 47/20/11. Tịnh Không (1091–1170)
                        - 47/20/11. Dại Xả (1120–1180)

                  - 44/17/8. Cứu Chỉ
                  - 44/17/8. Bảo Tính (zm. 1034)
                  - 44/17/8. Minh Tâm (zm. 1034)

                - 43/16/7. Thiền Lão
                  - 44/17/8. Quảng Trí
                    - 45/18/9. Mãn Giác (1052–1096)
                      - 46/19/10. Bổn Tịnh (1100–1176)

                    - 45/18/9. Ngộ Ấn (1020–1088)